# Helmut Hanusch

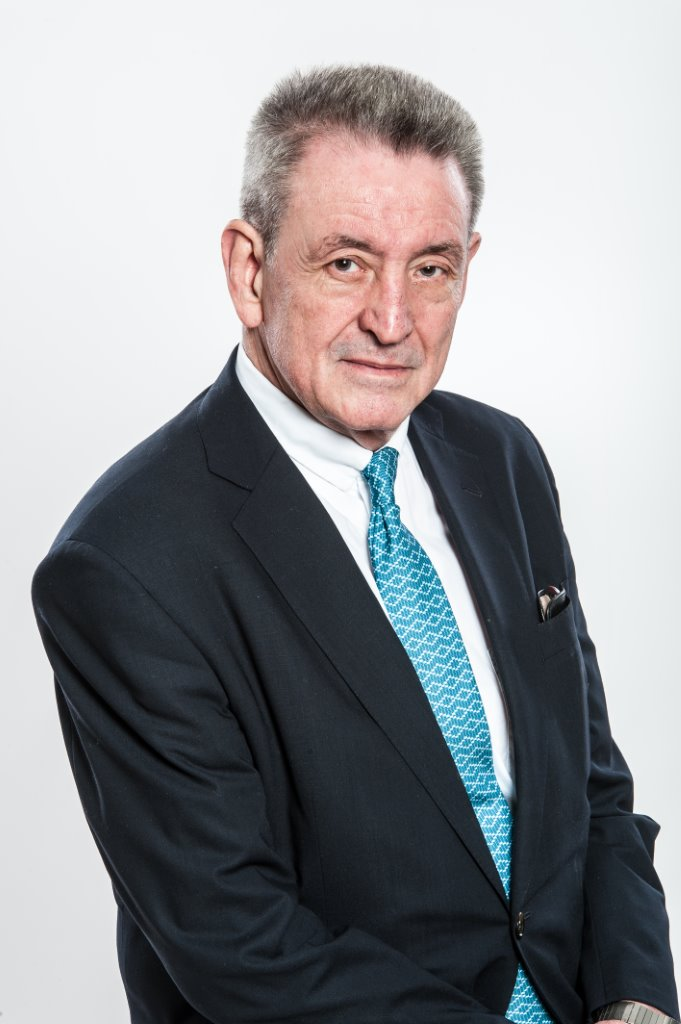
Helmut Hanusch, 2015

Helmut Hanusch (* 25. April 1947 in Wien; † 3. Oktober 2024 ebenda) war ein österreichischer Medienmanager und Verleger.

## Leben und Wirken
Hanusch studierte, nach seiner Matura 1965 am Wiener Schottengymnasium, an der Hochschule für Welthandel in Wien, spezielle BWL: „Werbung und Marktforschung“. Abschluss:„Diplomkaufmann“, gleichzeitig hauptberufliche Tätigkeit als Wirtschaftsredakteur der Finanznachrichten bei Horst Knapp. Ab 1971 war Helmut Hanusch Chefredakteur der Zeitschrift „Organisation & Betrieb“ (Fachmagazin für Bürotechnik, EDV, Betriebswirtschaft und Organisation) im Verlag Norbert Orac. Ab 1972 war Hanusch Verlagsleiter im Verlag Orac, wo er für den Aufbau des Fachverlages (Kommentare und Fachbücher zum Steuer- und Wirtschaftsrecht sowie zur betriebswirtschaftlichen Praxis) verantwortlich zeichnete. Zudem gründete er bei Orac das Sachbuchprogramm unter welchem Bücher über die Künstler Gottfried Helnwein, Manfred Deix, Wolfgang Eibl sowie Persönlichkeiten wie Heinz Prüller, Hugo Portisch, Hans Dichand, Hans Hass, Herbert Tichy, Niki Lauda publiziert wurden. Unter seinem Wirken ist das erste deutsche Gorbatschow-Buch verlegt worden, zudem populär- und alternativmedizinische Sachbuchreihen sowie die trend-profil-Reihe. Er zeichnete verantwortlich für die Publikation der Fachzeitschriften Recht der Wirtschaft und Zeitschrift für Rechnungswesen. Die Entwicklung und Einführung der Publikumsmagazine Yachtrevue, Gusto, Diners Club Magazin und Golfrevue wurden ebenso unter seiner Verlagsleitung in Umsetzung gebracht.
Hanusch war ab 1986 alleinzeichnungsberechtigter Geschäftsführer und ab 1988 auch Minderheitsgesellschafter des Verlages. Es folgte die Aufspaltung des Orac-Verlages in Verlag Orac GmbH & Co KG (einem Juristischer Fachverlag mit Österreichischer Steuer-Zeitung, Recht der Wirtschaft, Zeitschrift für Rechnungswesen, Bank-Archiv sowie einem umfangreichen Fachbuchprogramm) und Orac Zeitschriftenverlag GmbH (einem Publikumsverlag mit Magazinen wie Auto-Revue, Yacht-Revue, Gusto, Pferde-Revue, Golf-Revue, Bühne etc.). Dieser Verlag steht seit 1990 im Mehrheitseigentum und seit 1998 im Alleineigentum der KURIER-Tochter ZVB AG (u. a. „trend“, „profil“). Seit dem Zusammenschluss mit der Verlagsgruppe NEWS gehören diese Magazine (mit Ausnahme Pferde-Revue) ebenfalls der Verlagsgruppe, jetzt Mediengruppe NEWS.
Hanusch blieb alleinzeichnungsberechtigter Geschäftsführer (und Minderheitsgesellschafter) der Verlag Orac GmbH & Co KG  (bis 1/1998) und war gleichzeitig Alleingeschäftsführer der nunmehr dem KURIER gehörenden Orac Zeitschriftenverlag GmbH (bis 3/1995). Im Mai 1995 wechselte Hanusch in den Wirtschaftstrend-Verlag (‚trend‘, ‚profil‘), der infolge der Fellner-Neugründungen News und später Format, unter Druck geraten war. Von Juni 1997 bis Februar 2001 (Fusion mit News) war Hanusch Vorstand der Zeitschriften-Verlagsbeteiligungs AG (100 % KURIER-Tochter) sowie Geschäftsführer von deren Tochterfirmen: Wirtschaftstrend (w.o.), Communication Service, trend-profil-Verlags GmbH sowie neuerlich (ab 2/1997) Orac Zeitschriftenverlag GmbH, Geschäftsführer der Telekurier GmbH. Nach der Fusion war Helmut Hanusch Geschäftsführer in der fusionierten Verlagsgruppe NEWS GmbH bis Oktober 2008, danach bis Mai 2018 Generalbevollmächtigter der Verlagsgruppe NEWS GmbH.
Ab Mai 2018 war er Beirat der VGN Medienholding GmbH und übte im Auftrag der Gruppe folgende ehrenamtliche Funktionen aus:
- Vorstandsmitglied[7] des Verbandes Österreichischer Zeitungsherausgeber- und –Verleger
- Präsident des Vereins Media-Analysen[8]
- Präsidiums- und Vorstandsmitglied der Österreichischen Auflagenkontrolle[9]
- Vorsitzender des Board Werbemarkt im VÖZ[10] (bis 2022)
- Beirat des European Brand Institute[11]
- Mitglied des Österreichischen Werberates[12]

## Privates
Helmut Hanusch hatte zwei Kinder aus erster Ehe und war seit 1995 in zweiter Ehe verheiratet.
Er starb in seiner Geburtsstadt im Oktober 2024 im Alter von 77 Jahren. 

## Auszeichnungen
- Mai 1996: Silbernes Ehrenzeichen der Republik Österreich[13]
- April 2007: Goldenes Ehrenzeichen der Republik Österreich[13]